# Петар Голубович
Петар Голубович (серб. Petar Golubović / Петар Голубовић, нар. 13 липня 1994, Белград, Сербія) — сербський футболіст, захисник бельгійського клубу «Кортрейк».

## Клубна кар'єра
Петар Голубович є вихованцем футбольної академії столичного клубу «Црвена Звезда». Але на дорослому рівні футболіст дебютував у складі іншого клубу з Белграда — ОФК. У неповні 19 років Голубович вийшов на поле у матчі проти «Воєводини».
У січні 2014 рока права на захисника за 1 млн євро придбала італійська «Рома». Контракт був розрахований на чотири з половиною роки. Але майже одразу новачок відправився до Серії В, де на правах оренди грав за клуби «Новара», «Пістоезе» та «Піза». У 2017 році «Новара» повністю викупила контракт сербського футболіста.
А за рік Голубович перебрався до Бельгії, де приєднався до клубу Ліги Жупіле — «Кортрейка».

## Кар'єра в збірній
У 2013 році у складі юнацької збірної Сербії (U-19) Петар Голубович став переможцем юнацького чемпіонату Європи, що проходив на полях Литви.

## Досягнення
Сербія (U-19)
- Чемпіон Європи: 2013